# Hampton (Minnesota)
Hampton ist eine Kleinstadt (mit dem Status „City“) im Dakota County im US-amerikanischen Bundesstaat Minnesota. Das U.S. Census Bureau hat bei der Volkszählung 2020 eine Einwohnerzahl von 744 ermittelt.
Hampton ist Bestandteil der Metropolregion Minneapolis–Saint Paul.

## Geografie
Hampton liegt im südlichen Vorortbereich der Städte Minneapolis und Saint Paul auf 44°36′35″ nördlicher Breite und 92°59′51″ westlicher Länge und erstreckt sich über eine Fläche von 3,52 km².
Benachbarte Orte von Hampton sind Coates (13,9 km nördlich), Vermillion (9,4 km nordnordöstlich), New Trier (6,4 km östlich), Cannon Falls (14,8 km südsüdwestlich), Randolph (11,1 km südlich), Northfield (21,9 km südwestlich), Farmington (13,7 km westnordwestlich) und Rosemount (22,6 km nordwestlich).
Das Stadtzentrum von Minneapolis liegt 57,1 km nordnordwestlich; das Zentrum von Saint Paul, der Hauptstadt von Minnesota, befindet sich 42,5 km nördlich.

## Verkehr
Der vierspurig ausgebaute U.S. Highway 52 führt in Nord-Süd-Richtung entlang des westlichen Randes des Zentrums von Hampton. Die Minnesota State Route 50 führt als Hauptstraße durch das Stadtgebiet von Hampton. Alle weiteren Straßen sind untergeordnete Landstraßen, teils unbefestigte Fahrwege sowie innerörtliche Straßen.
Der nächstgelegene Flughafen ist der 42,1 km nordnordwestlich gelegene Minneapolis-Saint Paul International Airport.

## Geschichte
1856 wurde in der Gegend der heutigen Stadt eine Poststation gegründet. Die Hampton Township wurde 1858 eingerichtet und nach einer gleichnamigen Ortschaft in Connecticut benannt. Die heutige Kommune wurde 1896 aus der Township herausgelöst und als Village of Hampton inkorporiert.

## Demografische Daten
Nach der Volkszählung im Jahr 2010 lebten in Hampton 689 Menschen in 245 Haushalten. Die Bevölkerungsdichte betrug 195,7 Einwohner pro Quadratkilometer. In den 245 Haushalten lebten statistisch je 2,81 Personen.
Ethnisch betrachtet setzte sich die Bevölkerung zusammen aus 95,6 Prozent Weißen, 1,0 Prozent Afroamerikanern, 0,3 Prozent amerikanischen Ureinwohnern, 0,6 Prozent Asiaten sowie 0,4 Prozent aus anderen ethnischen Gruppen; 2,0 Prozent stammten von zwei oder mehr Ethnien ab. Unabhängig von der ethnischen Zugehörigkeit waren 2,3 Prozent der Bevölkerung spanischer oder lateinamerikanischer Abstammung.
29,9 Prozent der Bevölkerung waren unter 18 Jahre alt, 64,3 Prozent waren zwischen 18 und 64 und 5,8 Prozent waren 65 Jahre oder älter. 46,6 Prozent der Bevölkerung war weiblich.

Das mittlere jährliche Einkommen eines Haushalts lag bei 67.813 USD. Das Pro-Kopf-Einkommen betrug 23.910 USD. 12,3 Prozent der Einwohner lebten unterhalb der Armutsgrenze.